# 北阳平遗址
北阳平遗址位于中国河南省灵宝市阳平镇北阳平村，是一处新石器时代遗址，1987年被列为河南省文物保护单位，2001年被列为第五批全国重点文物保护单位。
北阳平遗址南北长近2000米，东西宽约400～500米，总面积达90万平方米。遗址的主要遗存为仰韶文化中期庙底沟类型文化堆积，考古发掘发现有房址、灰坑、墓葬等，出土遗物有陶器、石器、骨器和角器等。遗址还有东周文化堆积，发现有灰坑和墓葬。
2020年9月至2021年6月，河南省文物考古研究院对其进行发掘，在遗址北部发现仰韶文化时期大型房址3座。2021年10月，该遗址迎接仰韶文化发现暨中国现代考古学诞生100周年纪念大会。